# Komische Briefe des Hans-Jörgels von Gumpoldskirchen
Die Komischen Briefe des Hans-Jörgels von Gumpoldskirchen waren eine humoristische österreichische Monatszeitschrift, die zwischen 1832 und 1851 in Wien erschien. Sie wurde vom Verlag der k. k. Hof- und Staatsdruckerei herausgegeben, ihr Nachfolger war ab 1852 der Hans-Jörgel von Gumpoldskirchen.